# Filip Ude
Filip Ude (Čakovec, 3 giugno 1986) è un ginnasta croato, specializzato nel cavallo con maniglie, disciplina in cui ha vinto l'argento a Pechino 2008 e ai mondiali di Nanchino 2014.

## Biografia
Ha rappresentato la Croazia a tre edizioni consecutive dei Giochi olimpici estivi: a Pechino 2008 ha vinto la medaglia d'argento nel cavallo con maniglie e si è classificato 87º nel concorso individuale e 41º nel corpo libero; a Londra 2012  32º nel cavallo con maniglie; e a Rio de Janeiro 2016 30º nella stessa specialità.

## Palmarès
- Giochi olimpici estivi

Pechino 2008: argento nel cavallo con maniglie;
- Mondiali

Nanchino 2014: argento nel cavallo con maniglie;
- Europei

Losanna 2008: argento nel cavallo con maniglie;
Mersin 2020: argento nel cavallo con maniglie;
- Giochi del Mediterraneo

Pescara 2009: argento nel corpo libero;